# Liste chinesischer Wüsten
Dies ist eine Liste chinesischer Wüsten. Sie befinden sich hauptsächlich in Xinjiang, Qinghai, Gansu, der Inneren Mongolei und Shaanxi, das heißt im Nordwesten und Norden Chinas, dementsprechend stammen die Bezeichnungen meist aus nicht-chinesischen Sprachen.
- Alashan (Alxa), siehe Tengger-Wüste und Badain Jaran
- Badain Jaran 巴丹吉林沙漠,  Badanjilin Shamo (südwestlicher Teil des Alxa-Bundes im Westen des Autonomen Gebiets Innere Mongolei, in der Mitte des Alxa-Wüstengebiets)
- Gurbantünggüt/Junggar-Wüste/Gurban Tunggut 古尔班通古特沙漠,  Gu'erbantonggute Shamo (Mitte des Junggar-Beckens in Nord-Xinjiang)
- Horqin-Wüste 科尔沁沙漠,  Ke'erqin Shamo (im Osten der Inneren Mongolei)
- Hunshandak-Wüste 混善达克沙漠,  Hunshandake Shamo, im Süden des Xilin-Gol-Bundes Innere Mongolei
- Kubuqi-Wüste 库布其沙漠,  Kubuqi Shamo (Ordos-Plateau)
- Kumtag-Wüste (Dunhuang) 库姆塔格沙漠,  Kumutage Shamo (südöstlich von Lop Nur in Xinjiang)
- Kumtag-Wüste (Turpan) 库姆塔格沙漠,  Kumutage Shamo (in der Turpan-Senke in Xinjiang)
- Lop Nor
- Mu-Us-Wüste 毛乌素沙漠,  Mao Wusu Shaomo (im Zentrum des Ordos-Plateaus im Norden der Provinz Shaanxi und im Süden des Stadtgebietes Ordos der Inneren Mongolei)
- Qaidam-Becken-Wüste 柴达木盆地沙漠,  Chaodamu pendi (Provinz Qinghai)
- Taklimakan/Taklamakan 塔克拉玛干沙漠,  Takelamagan Shamo (im Süden des Tian-Schan-Gebirges in Xinjiang und in der Mitte des Tarimbeckens)
- Tengger-Wüste 腾格里沙漠,  Tenggeli Shamo (südöstliches Alxa-Gebiet der Inneren Mongolei)
- Ulanbuh-Wüste 乌兰布和沙漠,  Wulanbuhe Shamo (Ostteil der Alxa-Wüste in der Inneren Mongolei)